# Sepp Herberger
Josef „Sepp“ Herberger (28. března 1897 Mannheim – 28. dubna 1977 Weinheim) byl německý fotbalista a trenér.
Jako trenér vedl německou a západoněmeckou reprezentaci na 4 mistrovstvích světa, v roce 1954 jej vyhrál.

## Hráčská kariéra
Herberger hrál na postu útočníka za SV Waldhof Mannheim, VfR Mannheim a Tennis Borussia Berlín.
3× nastoupil za německou reprezentaci a dal 2 góly.

## Trenérská kariéra

### Kluby
Herberger trénoval SV Nowawes 03, Tennis Borussia Berlín a po válce Eintracht Frankfurt.

### Reprezentace
V roce 1932 se stal trenérem regionálního výběru západního Německa a asistentem trenéra německé reprezentace, kterým byl Otto Nerz. Po vyřazení Německa ve čtvrtfinále s Norskem na domácí olympiádě v Berlíně v roce 1936 se Herberger stal hlavním trenérem Německa.

#### MS 1938
Na jaře 1938 bylo k Německu připojeno Rakousko, které bylo tehdy ve fotbale silné, a Herberger dostal příkaz postavit na MS 1938 kombinovaný tým s tím, že má hrát 6 "původních" Němců a 5 Rakušanů. Jenže německá a rakouská reprezentace hrály předtím úplně odlišný fotbal. Němci hráli bojovný, atletický fotbal, zatímco Rakušané hráli technický fotbal. Tak sice patřilo Německo k papírovým favoritům, ale vypadlo hned v 1. kole, když po remíze 1:1 se Švýcarskem prohrálo v opakovaném zápase 2:4.

#### OH 1952
Po válce už byl fotbal v Německu profesionalizován, takže amatérský olympijský tým byl odlišný od skutečné reprezentace. Na OH 1952 startovalo oficiálně Německo, ale fakticky to bylo Západní Německo, protože východoněmečtí sportovci na OH nebyli. (Západo)německý fotbalový tým skončil na 4. místě.

#### MS 1954
Na MS 1954 ve Švýcarsku hrálo Západní Německo s Tureckem 4:1 a s Maďarskem 3:8, v dodatečném zápase o postup ze skupiny znovu s Tureckem 7:2. Ve čtvrtfinále Němci porazili 2:0 Jugoslávii a v semifinále 6:1 Rakousko. Ve finále s favorizovaným Maďarskem tým rychle prohrával 0:2, rychle vyrovnal a nakonec vyhrál překvapivě 3:2.

#### OH 1956
Na OH 1956 už pod hlavičkou Týmu sjednoceného Německa startovali i východní Němci, nicméně fotbalový tým byl opět postaven jen ze západních Němců. Tento tým vypadl v 1. kole.

#### MS 1958
Na MS 1958 vyhrálo Západní Německo základní skupinu po výsledcích 3:1 s Argentinou, 2:2 s Československem a 2:2 se Severním Irskem. Ve čtvrtfinále Němci porazili 1:0 Jugoslávii, ale v semifinále prohráli 1:3 s domácím Švédskem. V utkání o bronz pak prohráli s Francií 3:6.

#### MS 1962
Na MS 1962 vyhrálo Západní Německo základní skupinu po výsledcích 0:0 s Itálií, 2:1 se Švýcarskem a 2:0 s domácím Chile. Ve čtvrtfinále Němci prohráli 0:1 s Jugoslávií.